# ZONE (公司)
有限会社ZONE是日本成人遊戲公司，在日本成人遊戲界亦有相當有名，目前已經解散。

## 歷史沿革
- 1996年以前，為AGREE集團中的ACUTE會社的一个遊戲企劃小組。
- 1997年，成立有限會社ZONE品牌，為ACUTE會社的一個子公司。

## 作品一覧
- 妖女乱舞 1996年7月19日 -
- 妖女乱舞2 1997年5月29日 -
- 仙宮 ～歪曲的聖章～ 1998年4月17日 -
- 紅蓮 1999年11月18日 -
- AVARON 2000年5月1日 -
- 紅蓮天衝－修羅－ 2002年7月19日 -
- 紅蓮天衝-羅刹- 2002年12月27日 -